# Christopher Ciccarese
Christopher Ciccarese (Roma, 30 giugno 1990) è un nuotatore italiano, specializzato nello stile dorso.

## Biografia
Il 21 luglio 2014 è stato arruolato come agente di Polizia di Stato ed è entrato a far parte del Gruppo Sportivo Fiamme Oro.
Alle Universiadi di Gwangju 2015 ha gaudagnato l'argento nei 100 metri dorso. Lo stesso anno ha gareggiato ai Campionati mondiali di nuoto di Kazan' 2015, classificandosi 26º nei 100 metri dorso e 19º nei 100.
Ai Giochi del Mediterraneo di Tarragona 2018 ha vinto la medaglia d'oro nei 200 metri dorso, precedendo sul podio lo spagnolo Hugo González, e quella d'argento nei 100, a parimerito con il connazionale Simone Sabbioni.

## Palmarès
- Europei

Londra 2016: argento nella 4x100m misti mista.
- Giochi del Mediterraneo

Tarragona 2018: oro nei 200m dorso e argento nei 100m dorso.
- Universiadi

Gwangju 2015: argento nei 100m dorso.